# Domenico Papalia
Domenico Papalia, detto Micu (Platì, 18 aprile 1945) è un mafioso italiano.
Storico capobastone insieme al fratello Antonio e Rocco Papalia dell'omonima cosca della 'Ndrangheta con la dote di mammasantissima, una delle doti più alte nella 'Ndrangheta calabrese.
Detenuto con 41bis. Fu il braccio destro di Paolo De Stefano. Il 2 novembre 1976 viene ucciso il boss Antonio D'Agostino, Papalia viene accusato dell'omicidio e processato. Inizia a gestire il traffico d'armi, droga e brillanti. Nel 1983 viene condannato definitivamente all'ergastolo per l'omicidio di D'Agostino. Nel 1993 gli vengono sequestrati beni del valore di 150 miliardi di lire insieme ai fratelli Rocco e Antonio. Nel 2017, dopo 41 anni dall'omicidio D'Agostino, Papalia viene assolto dall'accusa per non aver commesso il fatto.

## Umberto Mormile e Falange Armata
Umberto Mormile fu un educatore carcerario che venne assassinato in un agguato della 'Ndrangheta sulla provinciale Binasco-Melegnano nei pressi di Carpiano, mentre si recava al lavoro. Da una moto Honda 600 che affiancò la sua automobile Alfa Romeo 33 furono esplosi sei colpi di 38 special. L’omicidio venne rivendicato all'ANSA di Bologna dall'organizzazione terroristica Falange Armata che esordì precisamente con questo assassinio. Per questo delitto, vennero condannati in via definitiva Domenico e Antonio Papalia come mandanti e Antonio Schettini e Antonino Cuzzola come esecutori materiali, entrambi rei confessi. Come movente, inserito agli atti, fu individuato il desiderio di vendetta per il rifiuto di Mormile di stilare una relazione favorevole a far ottenere un permesso di libera uscita al boss ergastolano Domenico Papalia in cambio di 30 milioni di lire. Umberto Mormile fu assassinato per un presunto accordo stato-mafia, tra i servizi segreti e l'amministrazione penitenziaria, che permetteva ai primi di poter entrare in carcere e parlare con i boss in regime di carcere duro, il 41bis.